# Петру Судуряк
Ендер Петру Судуряк (рум. Ender Petru Sudureac; нар. 23 червня 1974, Ботошані, повіт Ботошані) — румунський борець греко-римського стилю, срібний призер чемпіонату світу, дворазовий бронзовий призер чемпіонатів Європи, учасник двох Олімпійських ігор.

## Життєпис
Боротьбою почав займатися з 1987 року. 
Виступав за борцівський клуб «Динамо» Бухарест. Тренер — Ніколае Замфір.

## Спортивні результати на міжнародних змаганнях

### Виступи на Олімпіадах
| Змагання                    | Збірна  | Вагова категорія                 | Місце |
| --------------------------- | ------- | -------------------------------- | ----- |
| Літні Олімпійські ігри 2000 | Румунія | греко-римська боротьба, до 97 кг | 11    |
| Літні Олімпійські ігри 2004 | Румунія | греко-римська боротьба, до 96 кг | 15    |

### Виступи на Чемпіонатах світу
| Змагання                        | Збірна  | Вагова категорія                 | Місце  |
| ------------------------------- | ------- | -------------------------------- | ------ |
| Чемпіонат світу з боротьби 1994 | Румунія | греко-римська боротьба, до 90 кг | 11     |
| Чемпіонат світу з боротьби 1995 | Румунія | греко-римська боротьба, до 90 кг | Срібло |
| Чемпіонат світу з боротьби 1997 | Румунія | греко-римська боротьба, до 97 кг | 8      |
| Чемпіонат світу з боротьби 1998 | Румунія | греко-римська боротьба, до 97 кг | 4      |
| Чемпіонат світу з боротьби 1999 | Румунія | греко-римська боротьба, до 97 кг | 17     |
| Чемпіонат світу з боротьби 2001 | Румунія | греко-римська боротьба, до 97 кг | 4      |
| Чемпіонат світу з боротьби 2002 | Румунія | греко-римська боротьба, до 96 кг | 20     |
| Чемпіонат світу з боротьби 2003 | Румунія | греко-римська боротьба, до 96 кг | 13     |

### Виступи на Чемпіонатах Європи
| Змагання                         | Збірна  | Вагова категорія                 | Місце  |
| -------------------------------- | ------- | -------------------------------- | ------ |
| Чемпіонат Європи з боротьби 1994 | Румунія | греко-римська боротьба, до 90 кг | 15     |
| Чемпіонат Європи з боротьби 1995 | Румунія | греко-римська боротьба, до 90 кг | 5      |
| Чемпіонат Європи з боротьби 1996 | Румунія | греко-римська боротьба, до 90 кг | 11     |
| Чемпіонат Європи з боротьби 1997 | Румунія | греко-римська боротьба, до 97 кг | 4      |
| Чемпіонат Європи з боротьби 1998 | Румунія | греко-римська боротьба, до 97 кг | 17     |
| Чемпіонат Європи з боротьби 1999 | Румунія | греко-римська боротьба, до 97 кг | Бронза |
| Чемпіонат Європи з боротьби 2000 | Румунія | греко-римська боротьба, до 97 кг | 4      |
| Чемпіонат Європи з боротьби 2001 | Румунія | греко-римська боротьба, до 97 кг | Бронза |
| Чемпіонат Європи з боротьби 2002 | Румунія | греко-римська боротьба, до 96 кг | 12     |
| Чемпіонат Європи з боротьби 2003 | Румунія | греко-римська боротьба, до 96 кг | 13     |
| Чемпіонат Європи з боротьби 2004 | Румунія | греко-римська боротьба, до 96 кг | 7      |

### Виступи на інших змаганнях
| Змагання                                                             | Збірна  | Вагова категорія                 | Місце  |
| -------------------------------------------------------------------- | ------- | -------------------------------- | ------ |
| Гран-прі Німеччини з боротьби 1993                                   | Румунія | греко-римська боротьба, до 90 кг | 5      |
| Всесвітні ігри військовослужбовців 1995                              | Румунія | греко-римська боротьба, до 90 кг | Золото |
| Кубок Вантаа з боротьби 1999                                         | Румунія | греко-римська боротьба, до 97 кг | Золото |
| Олімпійський кваліфікаційний турнір з боротьби 2000 (Фаенца)         | Румунія | греко-римська боротьба, до 97 кг | Бронза |
| Олімпійський кваліфікаційний турнір з боротьби 2000 (Клермон-Ферран) | Румунія | греко-римська боротьба, до 97 кг | 10     |
| Олімпійський кваліфікаційний турнір з боротьби 2000 (Ташкент)        | Румунія | греко-римська боротьба, до 97 кг | 6      |
| Олімпійський кваліфікаційний турнір з боротьби 2000 (Александрія)    | Румунія | греко-римська боротьба, до 97 кг | Срібло |
| Гран-прі Німеччини з боротьби 2002                                   | Румунія | греко-римська боротьба, до 96 кг | 9      |
| Гран-прі Німеччини з боротьби 2003                                   | Румунія | греко-римська боротьба, до 96 кг | 4      |
| Олімпійський кваліфікаційний турнір з боротьби 2004 (Новий Сад)      | Румунія | греко-римська боротьба, до 96 кг | 16     |
| Олімпійський кваліфікаційний турнір з боротьби 2004 (Ташкент)        | Румунія | греко-римська боротьба, до 96 кг | Бронза |
| Гран-прі Німеччини з боротьби 2004                                   | Румунія | греко-римська боротьба, до 96 кг | Срібло |

### Виступи на змаганнях молодших вікових груп
| Змагання                                      | Збірна  | Вагова категорія                 | Місце |
| --------------------------------------------- | ------- | -------------------------------- | ----- |
| Чемпіонат світу з боротьби серед молоді 1993  | Румунія | греко-римська боротьба, до 90 кг | 6     |
| Чемпіонат Європи з боротьби серед молоді 1994 | Румунія | греко-римська боротьба, до 90 кг | 9     |
| Чемпіонат світу з боротьби серед кадетів 1990 | Румунія | греко-римська боротьба, до 95 кг | 5     |